# Casinaria nigripes
Casinaria nigripes är en stekelart som först beskrevs av Johann Ludwig Christian Gravenhorst 1829.  Casinaria nigripes ingår i släktet Casinaria och familjen brokparasitsteklar. Inga underarter finns listade.